# Leucania moderata
Leucania moderata är en fjärilsart som beskrevs av W. Warren 1913. Leucania moderata ingår i släktet Leucania och familjen nattflyn. Inga underarter finns listade i Catalogue of Life.

## Bildgalleri

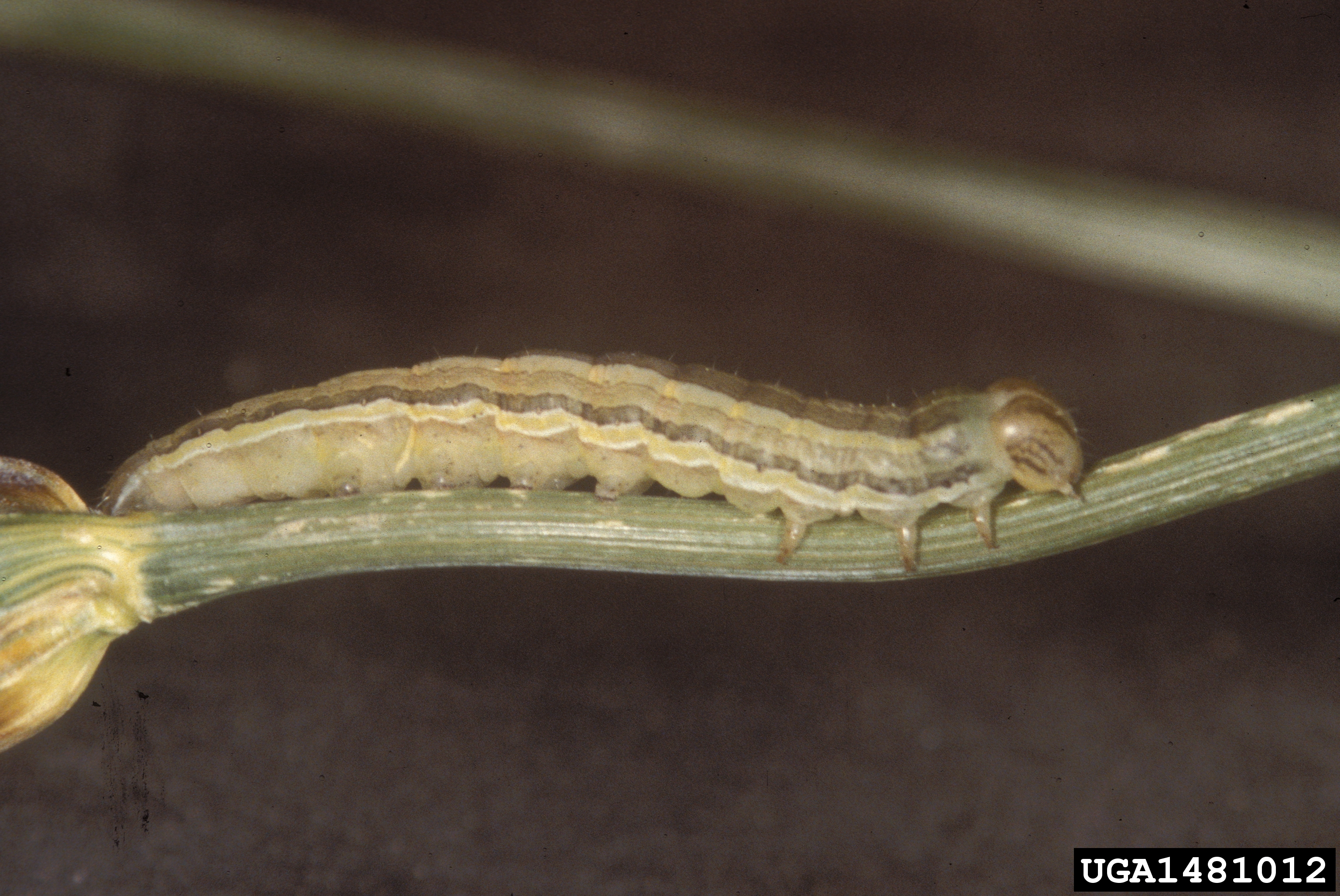